# ボーはおそれている
『ボーはおそれている』（原題：Beau Is Afraid）は、2023年のアメリカ合衆国のホラー・コメディ映画。監督・脚本・製作をアリ・アスター、主演はホアキン・フェニックスが務める。R15+指定。
A24の配給により、2023年4月1日にアラモ・ドラフトハウス・シネマでプレミア上映後、4月14日からは米国で限定公開され、続く翌週から一般公開された。
主演のフェニックスがゴールデングローブ賞にノミネートされるなど、批評家からの評価は概ね好意的であったが、興行収入は1,100万ドルと伸び悩んだ。
日本公開時のキャッチコピーは「ママ、きがへんになりそうです。」。

## ストーリー
著名な実業家であるモナを母に持つ中年男のボー・ワッサーマンは、極度の不安感に苦しみながらも治安の悪い地域で一人暮らしをしている。
ボーを妊娠した初夜に腹上死したと聞かされている父の命日に母を訪ねることを決めるも、目を離した隙に玄関先で荷物と鍵を盗まれて飛行機に乗り遅れてしまう。さらにホームレスには部屋を占拠されてしまい、屋外で一夜を過ごす羽目になる。
翌日、母に電話をかけると、なぜか電話にはUPSの配達員が応答する。彼は配達に訪れた家で落下したシャンデリアによって頭部の損壊したボーの母親と見られる遺体を発見し、警察に通報したと伝える。うろたえるボーは、いつの間にか部屋にいた侵入者に驚いて路上に飛び出し、警官に助けを求めるも、誤解されて銃を向けられてしまう。逃げようとするが、トラックに跳ね飛ばされてしまい、挙句の果てに連続殺人犯に腹部と手を刺されてしまう。
2日後、ボーはグレースとロジャーという夫婦の家で目を覚ます。家にはふたりの娘のトニと亡くなった息子の戦友で精神的に不安定なジーヴスも一緒に暮らしていた。ボーが母の弁護士のコーエンに電話をすると、モナはボーの立会い無しに埋葬をすることを許しておらず、遺体をこのまま安置しつづけることは宗教的に死者への辱めであるなどと強く言われる。だが、予定は何日も遅れてしまい、ついに出発できるとなったその日、トニがペンキを飲んで自殺を図り、グレースは傍にいたボーを激しく責め立てる。ボーは森へ逃げ込み、怒ったグレースは武装したジーヴスに追わせる。
森で迷ってしまったボーは、旅回りの劇団に出会い、彼らの芝居を鑑賞する。洪水で離散した家族を探して生きるという内容の劇の主人公に自分を重ねていると、見知らぬ男がやって来て、ボーの父がまだ生きていると告げる。劇は途中でジーヴスの襲撃を受け、何人もの死者を出す。ボーはまた逃げ出す。
ヒッチハイクでようやく母の屋敷にたどり着いたボーだったが、葬儀はすでに終了していた。その晩、葬儀の時間を間違え、1人の女性が同じように遅れてやって来る。その女性は、ボーが10代の頃に母と乗ったクルーズ船で出会い、再会を約束していた少女・エレインだった。去ろうとするエレインを呼び止め、過去の約束の話をするふたり。想いが通じ合い、母の部屋でセックスをするが、彼女はオーガズムとともに亡くなってしまう。その時、亡くなったはずの母が現れる。
母はボーのことをずっと監視していたと明かし、これまでセラピストと話していた内容も録音されていたのだ。母は自分への愛情の希薄さを強い口調で責める。一方、ボーが父についての真実を求めると屋根裏部屋へと連れて行く。そこには鎖に繋がれて閉じ込められたボーの双子の片割れと、さらに父がいた。その父とは、巨大な男性器の形をした怪物だったのだ。ボーがあっけにとられていると、ジーヴスが窓を突き破って屋根裏部屋に乗り込んでくる。ジーヴスは怪物と戦い始めるも、怪物の鋭利な腕で頭を貫かれて殺されてしまう。
ボーは母に許しを請うも、彼女は彼を憎んでいると言う。ボーは激昂してしまい、母を絞め殺そうとする。途中で手を離したものの、母はそのまま倒れこんでしまった。
動転したボーはモーターボートで屋敷をあとにする。が、暗い洞窟の中でボートのモーターが動かなくなる。ふいに明かりがつくとそこは、巨大な闘技場のような場所だった。ボーは自分が大勢の観衆に囲まれていることに気づく。母とコーエンが検事役として登場し、ボーのこれまでの罪を裁こうとする。ボー側の弁護士は、弁護の途中で母の部下に投げ落とされて死んでしまう。しかもボーはボートに足を固定されてしまい、母や観衆に必死に助けを求めるも誰も応じない。
もはやなんの望みも無いと悟ったボーは、諦めきった表情でボート上に立ち尽くす。ボートは突如として転覆し、ボーは溺れ死ぬ。「私のベイビー!」と叫ぶ母、彼女に寄り添うコーエン。観衆は静かに去ってゆく。

## キャスト
※括弧内は日本語吹替。
- ボー・ワッサーマン：ホアキン・フェニックス（森川智之）
- ロジャー：ネイサン・レイン（玉野井直樹）
- グレース：エイミー・ライアン（葛城七穂）
- フリール医師：スティーヴン・マッキンリー・ヘンダーソン（佐々木祐介）
- モナ・ワッサーマン：パティ・ルポーン（小宮和枝）
  - 若い頃のモナ：ゾーイ・リスター＝ジョーンズ
- トニ：カイリー・ロジャーズ（中井美琴）
- エレイン：パーカー・ポージー（木村香央里）
  - 若い頃のエレイン：ヘイリー・スクワイアーズ
- ジーヴス：ドゥニ・メノーシェ（小野寺悠貴）
- ボーの息子︰マイケル・ガンドルフィーニ
- コーエン：リチャード・カインド（宗矢樹頼）

## 作品の評価
Rotten Tomatoesによれば、270件の評論のうち高評価は68%にあたる183件で、平均点は10点満点中6.8点、批評家の一致した見解は「『ボーはおそれている』は、自虐と自己満足の境界線を消してしまうほど内容は詰め込みすぎだが、アリ・アスターの豪胆さとホアキン・フェニックスの凄まじい仕事ぶりが、この神経症的オデッセイに紛れもない力を与えている。」となっている。
Metacriticによれば、51件の評論のうち、高評価は28件、賛否混在は18件、低評価は5件で、平均点は100点満点中63点となっている。